# Jerzy Świnoga
Jerzy Świnoga (ur. 27 maja 1961 w Głuchowie) − polski kolarz szosowy, medalista mistrzostw Polski, reprezentant Polski.

## Kariera sportowa
Był zawodnikiem MLKS Mazowsze Teresin. Jego największym sukcesem w karierze sportowej było wicemistrzostwo Polski w indywidualnym wyścigu szosowym ze startu wspólnego w 1982. Reprezentował Polskę w wyścigu drużynowym na 100 km na mistrzostwach świata w 1982 (17. miejsce) i 1983 (4. miejsce).
Od 2002 pracował w Polskim Związku Kolarskim jako trener torowej kadry juniorskiej średniego dystansu.